# Chagnon
Chagnon település Franciaországban, Loire megyében. Lakosainak száma 522 fő (2022. január 1.). Chagnon Valfleury, Cellieu, Genilac és Saint-Romain-en-Jarez községekkel határos.

## Népesség
A település népességének változása:
| Lakosok száma | 253  | 285  | 313  | 506  | 489  | 492  | 490  | 496  | 505  | 522  |
|               | 1968 | 1982 | 1990 | 2006 | 2013 | 2015 | 2017 | 2019 | 2020 | 2022 |